# Eric Allin Cornell
Eric Allin Cornell (Palo Alto, 19 dicembre 1961) è un fisico statunitense.
Assieme a Carl E. Wieman, è stato in grado di sintetizzare, nel 1995 il primo Condensato di Bose-Einstein. Per questo motivo, Cornell, Wieman e Wolfgang Ketterle vinsero assieme il Premio Nobel per la fisica nel 2001.

## Biografia
Cornell è nato a Palo Alto in California ed è stato allievo della Cambridge Rindge and Latin School (1976-1979) e della Lowell High School di San Francisco (1979-1980). Si è laureato con il massimo dei voti alla Stanford University nel 1985 e ha poi proseguito con il dottorato presso il Massachusetts Institute of Technology, dove ha lavorato col gruppo di David Pritchard e ha conseguito il dottorato nel 1990. Insegna all'Università del Colorado a Boulder ed è un fisico conosciuto a livello internazionale, il cui laboratorio fa parte del JILA.
Nel 1998 ha vinto la Lorentz Medal ed è membro dell'American Association for the Advancement of Science.
Nel 2005 è stato eletto Fellow della American Academy of Arts and Sciences.